# 宇宙まお
宇宙まお（うちゅうまお、1989年5月8日 - ）は、日本の女性シンガーソングライター。東京生まれの東京育ち。

## 人物
アーティスト名の由来は、以前に組んでいたバンド「The 宇宙人ｓ」。その当時、バンド活動のかたわらソロで弾き語りなどをやろうと思い、「宇宙人ｓの人」という風にバンドを連想させる名前をつけようと思って命名した。
初めてバンドを組んだのは高校2年生のとき。軽音サークルのバンドでオリジナル曲をやるようになり、人生初の作詞作曲をする。初のオリジナル曲のタイトルは、たまたま友人が食べていた「たまごサンド」。その当時はアヴリル・ラヴィーンのようになりたかった。
本格的に音楽活動をスタートさせたのは大学で結成したバンド「The 宇宙人s」から。バンドではギターと作曲を担当。2010年、アマチュア・アーティスト・コンテスト「RO69 JACK」にオリジナル曲「ロックの神様」で応募し、入賞を果たす。大学4年時、それぞれの進路を考えた末にバンドは解散。彼女自身は「宇宙まお」としてソロデビューすることを決意する。

## 来歴

### メジャーデビュー以前
- 小学校3年生の時、初めてのCDを買う。
- 小学校6年生の時、アコースティックギターを買う。
- 中学1年生から2年生にかけて、ヤマハ音楽教室でアコースティックギターを習い、誰にも聞かせることなく一人で弾き語りを始める。
- 中学3年生の時、エレキギターを買う。
- 東京都立三鷹高等学校に入学。軽音サークルでコピーバンドを組み、エレキギターとコーラスを担当する。
- 武蔵野美術大学に入学。「The宇宙人s」というバンドのメンバーとして音楽活動を始める。
- 2010年、「The宇宙人s」のメンバーとして雑誌「ロッキング・オン」の音楽情報サイト・RO69主催のアマチュア・アーティスト・コンテスト「RO69JACK 10/11」で入賞する[3]。
- バンド活動の一方で、ソロでの弾き語りも始める。
- 大学4年生の時、「The宇宙人s」が解散。「宇宙まお」の名でソロデビューすることを決意。

（以上、「宇宙まおオフィシャルサイト」より）
2012年
- 3月29日、デビュー前にバンド編成の初ライブを、渋谷ラママで行う。
- 4月4日、デビューミニアルバム「風とどこかへ」をリリース。
- 6月2日、「SAKAE SP-RING 2012」に出演。
- 6月9日、「JAPAN CIRCUIT WEST 「山崎死闘編」～6.9の日～」に出演。
- 8月4日、「ROCK IN JAPAN FESTIVAL 2012」に出演。
- 8月25日、「RockDaze!2012」に出演。
- 8月26日、「DISK GARAGE MUSIC MONSTERS -2012 summer-」に出演。
- 8月27日から、RO69のサイトにおいて3ヵ月間の期間限定ブログ「宇宙日記」が始まる[4]。
- 9月25日、「Beat Happening! 〜GREATEST YOUNG MAN BLUES!〜」に出演。
- 9月29日発売の「ROCK IN JAPN 11月号」にロングインタビュー掲載。
- 10月6日、「MEGA☆ROCKS 2012」に出演。
- 10月12・13日、「MINAMI WHEEL 2012」に出演。club vijonにて初の入場規制がかかる。
- 11月7日、2ndミニアルバム「ワンダーポップ」をリリース。
- 11月15日、「ワンダーポップ」リリースを記念した、自身初の無料招待制ワンマンライブを、渋谷BOXXで開催。
- 11月23日、「金沢ロックストリートマーケット」出演。
- TOKYO FM「count downSP」11月ピックアップアーティストに選出。リスナー投票で1位となり、番組にゲスト出演を果たす。
- 12月22日、「Beat Happening！VOL.846」に出演。
- 12月29日、「RADIO CRAZY 2012」に出演。
- 12月30日、「COUNTDOWN JAPAN 12/13」に出演。

2013
- 1月19日、「平安堂×長野 CLUB JUNK BOX presents[Hey! and JOY!!]」に出演。
- 1月22日、「Beat Happening!at GARDENの巻」に出演。
- 2月24日、「DISK GARAGE MUSIC MONSTERS -2013 winter-」に出演。
- 3月16日、熊本「HAPPY JACK 2013」に出演。
- 3月17日、広島「MUSIC CUBE 13」に出演。
- 3月20日、「SANUKI ROCK COLOSSEUM」に出演。
- 5月5日、「JAPAN CIRCUIT vol.51」に出演。
- 6月4日、母校武蔵野美術大学にて、特別講師を務める。
- 6月14・16日、「SPACE AGE ROCKS TOUR 2013 "ぼくらの七日間戦奏"」に出演。
- 7月3日、PERIDOTSとのコラボシングル「はじめから」をタワーレコード限定でリリース[5]。
- 8月3日、「ROCK IN JAPAN FESTIVAL 2013」に出演。
- 8月25日、「DISK GARAGE MUSIC MONSTERS -2013 summer-」に出演。
- 9月25日、大阪なんばハッチ「JAPAN CIRCUIT」に出演。
- 9月29日、「JAPAN CIRCUIT vol.52 WEST ～山崎死闘編～」に出演。
- 10月5,6日、12,13日、大阪万博記念公園で開催された「まんパク in 万博」で、オフィシャルテーマソングに「あの子がすき」が採用される。同イベントにて、2日間6回に渡り、ミニライブを開催する。
- 10月13日、大阪 ミナミ一帯にて開催されるFM802主催のショーケースライヴ「MINAMI WHEEL」に出演。
- 10月20日、東京渋谷o-westで開催された「JUMPIN' JACK FLASH vol,2」に出演。
- 10月24日、PERIDOTSのライブにゲスト出演。「はじめから」を披露。
- 10月27日、横浜「音生サーキット 2013 HALLOWEEN SPECIAL」に出演。
- 12月4日、3曲入りのワンコイン両A面シングル「つま先／哀しみの帆」を全国のタワーレコード限定でリリース[6]。
- 12月30日、「COUNTDOWN JAPAN 13/14」に出演。

2014年
- 1月28日、見田村千春presents「おんがく探訪」に出演。
- 2月23日、「JUMPIN' JACK FLASH vol.3」に出演。
- 3月5日、ファーストアルバム「ロックンロール・ファンタジー」をリリース。
- 3月7日、「SONIC MASH UP 003」に出演。
- 3月16日、「JAPAN'S NEXT vol.2」に出演。
- 3月21日、「SANUKI ROCK COLOSSEUM 2014」に出演。
- ４月24日、東京渋谷TSUTAYA O-Crestにて、自身初となる有料のワンマンライブを開催。（チケットはソールドアウト）
- 5月17日から6月2日まで国営昭和記念公園・みどりの文化ゾーンで開催のフードフェス「まんパク」のオフィシャルテーマソングに、ファーストアルバム収録の「自転車」が採用される[7]。期間中11日間26回に渡り、同イベントでミニライブを開催。
- 5月19日、「RO69JACK presents JUMPIN' JACK FLASH vol.4」に出演。
- 6月7日、「SAKAE SP-RING 2014」FLEX LOUNGEに出演。
- 6月30日から7月8日まで、渡仏。パリで行われた「JAPAN EXPO」に参加。イベント会場からのニコニコ生放送に出演するほか、会場および路上でのフリーライブを経験。
- 7月22日、東京渋谷O-nestで開催された、BOMI主催「トンガリラバーズクラブ」に出演。
- 8月9日、「ROCK IN JAPAN FESTIVAL 2014」に出演。
- 8月24日、「DISK GARAGE MUSIC MONSTERS -2014 summer-」に出演。
- 8月25日～28日、TBSラジオ「ミュージックナビ ～昨日と今日の交差点～」、「深夜のギタ女特集」に出演。（新山詩織、片平里菜、Suzu）
- 8月27日、同日発売の Super Music Brothers「コーヒー牛乳」に、自身が作詞作曲した「遠い昔の出来事」が収録される。
- 9月14日、横浜「SPACE AGE ROCKS TOUR  "ぼくらの七日間戦奏"」に出演。
- 10月３日~31日まで、新曲「おいしいごはん」を無料配信[8]。
- 10月4日、「仙台メガロックス」出演。
- 10月11，12日、17､18，19日に大阪万博記念公園で開催された「まんパク in 万博 2014」にて、「あの子がすき」がオフィシャルテーマソングに採用。同イベント会場で、4日間9回に渡り、ミニライブを開催する。
- 10月24日、自身初の自主企画ライブ「宇宙ツアーズ vol.1～女子旅編～」を渋谷O-nestで開催。（ゲスト　小南泰葉、BOMI）
- 11月15日、水戸ホーリーホック公式応援ソング「無限の力」をシングルリリース。ケーズデンキスタジアム内で、試合前同曲を披露する。
- 11月28日、ザ・ラヂオカセッツ ワンマンライブにゲスト出演。自身がコーラスで参加した「ロージー」を披露。
- 12月30日、rockin'on presents 「COUNTDOWN JAPAN 14/15」出演。

2015年
- 1月24日、「水戸ホーリーホックファン感謝デー2015」にてミニライブ開催。
- 2月21日、「DISK GARAGE MUSIC MONSTERS -2015 winter-」に出演。
- 3月8日、水戸ホーリーホック開幕戦にて、ミニライブ開催。
- 3月21日、「SANUKI ROCK COLOSSEUM ～BUSTA CUP 6th round～」出演。
- ５月６日、シングル「夢みる二人/おいしいごはん」をリリース。
- 5月10日、テレビ東京系「JAPAN COUNTDOWN」ゲスト出演。
- 5月10日、「栄ミナミ音楽祭'15」に出演。
- 5月14日～6月1日まで立川・昭和記念公園にて開催された、フードフェスティバル「まんパク」のオフィシャルテーマソングに「夢みる二人」が採用。期間中19日間連続、1日３回計57回のミニライブを実施。フードメニューの全店制覇も達成。
- 6月12日、東京渋谷TSUTAYA O-nestにて 「宇宙ツアーズvol.2 ～歌のグルメ旅編～」を開催。（ゲスト Wacci、井上苑子）
- 6月28日、水戸ホーリーホック「横浜FC戦」にて、ミニライブ開催。
- 8月8日、「ROCK IN JAPAN FESTIVAL 2014」に出演。
- 8月22日、「ベリテンライブ2015 ～Utsunomiya ESPRIT～」に出演。
- 9月25日、東京下北沢WAVERにて、福永実咲presents「福永実咲とフクナガミサキ」出演。
- 9月29日、マルサンアイ（株）企業CM挿入歌に「おいしいごはん」採用。放送開始。（名古屋地区）
- 10月3日、4日、10日～12日大阪・万博記念公園で開催「まんパクin万博2015」にオフィシャルテーマソング「夢みる二人」が採用。同イベント会場にて、3日間6回に渡りミニライブを開催する。
- 10月3日、Date fm「MEGA★ROCKS 2015」出演。
- 10月4日、ブックエース主催「第1回小学生読書マラソン」表彰式にてミニライブを開催。受賞した小学生に向け、オフィシャルテーマソング「強くなる」を披露。
- 10月7日、ZIP-FMにて、初のラジオレギュラー番組「UCHU TOURS」が放送開始。
- 10月9日、阿佐ヶ谷ロフトA「弾き語りLive go-show」にオープニングアクトとして出演。
- 10月12日、PlayStationR presents 「MINAMI WHEEL 2015」出演。
- 10月24日、原宿VACANTにてレコ発先行、アコースティックワンマンライブを開催。
- 11月4日、3枚目のミニアルバム「7つのうた、あなたの虹になれ」をリリース[9]。
- 11月4日、大阪　心斎橋JANUS「OSAKA let's SING!」に出演。
- 11月5日、神戸 VARIT. 「KOBE let'S SING!」出演。
- 11月8日、テレビ東京系「JAPAN COUNTDOWN」ゲスト出演。
- 11月14日、水戸ホーリーホックホーム最終戦「J2リーグ第41節 コンサドーレ札幌戦」にてミニライブ開催。
- 12月1日、名古屋SPADE BOX/HEARTLAND 「RADIO Steady Go!」出演。
- 12月5日、渋谷PLUGにて自主企画、「宇宙ツアーズvol.3 レコ発スペシャル!! - ショートケーキとせんべい編 - 」開催。（ゲスト 南波志帆）
- 12月17日、高松SPEAK LOWにて自主企画「宇宙ツアーズvol.4 ～遂に海を渡りました編～」開催。（ゲスト ハルカトミユキ）
- 12月20日、D-POP PROJECTION 2015 『Wow!Fes』（専門学校デジタルアーツ仙台主催イベント） ゲスト出演
- 12月31日、rockin'on presents 「COUNTDOWN JAPAN 15/16」出演。

2016年
- 1月24日、「2016水戸ホーリーホックファン感謝デー」にてミニライブを開催。
- 初のワンマンツアー「会いにゆく」を東名阪3会場で開催。（2月20日:名古屋ハートランド　21日:大阪パンゲア　24日:渋谷TSUTAYA O-WEST）
- 3月4日、阿佐ヶ谷ロフトA 「弾き語り Live go-show vol.2」出演。
- 3月6日、水戸ホーリーホック　J2リーグ第２節 セレッソ大阪戦「水戸ホーリーホック全力ライヴ」出演。
- 3月20日、高松MONSTER 「SANUKI ROCK COLOSSEUM ～BUSTA CUP 7th round～」出演。
- 3月25日、新宿LOFT 「Thanks to all Laugh & Peace ～みなさんのおかげでしたスペシャル～」出演。
- 4月2日、（株）ライズデザインファクトリーのCMが放送開始。本人出演＆書下ろし新曲提供。（放送は関東地区ローカル）
- 4月3日、名古屋鶴舞公園「ZIP SPRING SQUARE 2015 OHANAMI STATION from TSURUMA KOUEN」に出演。
- 4月17日、神戸「トアロード・アコースティック・フェスティバル2016」に出演。
- 4月23日、とよた科学体験館プラネタリウムにて「UCHU TOURS PLANETARIUM LIVE@とよた科学体験館」開催。
- 5月8日、「名古屋栄ミナミ音楽祭'16」出演。（ナディアパークアトリウム、および大津通パルコ西館前）
- 5月12日～29日まで立川・昭和記念公園にて開催された、フードフェスティバル「まんパク」のオフィシャルテーマソングに「夢みる二人」が前年にき続き採用。5月14日、15日、28日、29日、同会場でスペシャルライブを実施。
- 5月21日、「TSUTAYA　LALAガーデンつくば NEWオープンイベント」にてミニライブを実施。
- 6月4日、アウトレットパーク滋賀竜王プレゼンツ M♪ON PARK」公開録音イベントに出演。
- 6月5日、「Eggs presents SAKAE SP-RING 2016」に出演（ビジュアルアーツAIR HALL）。
- 6月12日、水戸ホーリーホック　J2リーグ第18節 FC町田ゼルビア戦にて「ホーリーくんバースデーパーティーミニライブ」に出演。
- 6月、TVCMのために新曲を書きおろした「明宝ハム（道の駅篇」放映開始（東海地区）。

## ディスコグラフィー

### 配信限定シングル
| 発売日         | タイトル                                        | レーベル     |
| -------------- | ----------------------------------------------- | ------------ |
| 2018年11月28日 | 涙色ランジェリー(&矢井田瞳)                     | DREAMUSIC    |
| 2019年11月20日 | 東京                                            | DREAMUSIC    |
| 2021年5月26日  | SHIOSAI / 宇宙まお miida and The Department     | Studio KiKi  |
| 2021年6月30日  | MO ODORENAI / 宇宙まお miida and The Department | Studio KiKi  |
| 2021年8月11日  | Hero                                            | TAMAGO SOUND |
| 2021年8月11日  | 週末のユートピア                                | TAMAGO SOUND |

## ミュージックビデオ
| 監督       | 曲名                                     |
| ---------- | ---------------------------------------- |
| 蝦名あすみ | 「つま先」「声」                         |
| 不明       | 「あの子がすき」「ロックの神様」「夜よ」 |

## タイアップ
| 曲名                       | タイアップ |
| -------------------------- | --- |
| バイバイ                   | NHK-FM「ミュージックライン」2012年4 - 5月度エンディングテーマ |
| ロックの神様               | テレビ東京系「JAPAN COUNTDOWN」2012年3月度エンディングテーマ・4月度オープニングテーマ                                                                                |
| あの子がすき               | テレビ東京系「JAPAN COUNTDOWN」2012年9月度エンディングテーマ グルメイベント「まんパク 2013 大阪」「まんパク 2014 大阪」オフィシャルテーマソング                      |
| つま先                     | テレビ東京系「JAPAN COUNTDOWN」2013年12月度オープニングテーマ |
| 声                         | テレビ東京系「JAPAN COUNTDOWN」2014年3月度エンディングテーマ |
| 自転車                     | グルメイベント「まんパク 2014 東京」オフィシャルテーマソング |
| 夢みる二人                 | グルメイベント「まんパク 2015 東京」「まんパク 2015 大阪」「まんパク 2016 東京」オフィシャルテーマソングテレビ東京系「JAPAN COUNTDOWN」2015年5月度エンディングテーマ |
| 無限の力                   | Jリーグチーム・水戸ホーリーホックオフィシャル応援ソング |
| おいしいごはん             | テレビ東京系「JAPAN COUNTDOWN」2015年6月度エンディングテーマ マルサンアイ（株）企業CM（名古屋地区） 2015年9月30日～                                                  |
| つよくなる                 | ブックエース主催「第1回小学生読書マラソン」オフィシャルテーマソング                                                                                                  |
| ハロー、グッドミュージック | TBC東北放送テレビ「ワンスイッチカフェ」2015年11月度エンディングテーマ テレビ東京系「JAPAN COUNTDOWN」2015年12月エンディングテーマ                                    |
| （曲名未発表）             | （株）ライズデザインファクトリーCM「風のうた」編（関東地区）2016年4月2日～                                                                                           |